# توماس دور
توماس دور (بالألمانية: Thomas Dürr)‏ هو متزلج جماعي ليختنشتاني، ولد في 12 يوليو 1978.

## وصلات خارجية
- توماس دور على موقع IBSF (الإنجليزية)
- توماس دور على موقع أوليمبيديا (الإنجليزية)